# Donatas Jankauskas
Donatas Jankauskas (* 22. August 1958 in Burjatien, Sibirien) ist litauischer Politiker, Mitglied des Seimas und ehemaliger litauischer Sozial- und Arbeitsminister.

## Leben
Donatas Jankauskas stammt aus einer Familie von nach der sowjetischen Besetzung des Baltikums in den 1940er Jahren nach Sibirien zwangsumgesiedelten Litauern; in den 1960er Jahren durfte die Familie nach Litauen zurückkehren. Nach der Abiturprüfung, die er 1976 an der 1. Mittelschule Plungė ablegte, absolvierte er 1981 das Diplomstudium der Elektromechanik am Kauno politechnikos institutas und von 1997 bis 1999 das Masterstudium der Öffentlichen Verwaltung an der Kauno technologijos universitetas.
Von 1995 bis 2004 war er Mitglied des Rajongemeinderats, von 1995 bis 1997 stellv. Bürgermeister und von 1997 bis 2000 Bürgermeister der Rajongemeinde Kaunas. Seit 2004 ist er Mitglied des Seimas, vom 20. November 2008 bis Juli 2009 Vorsitzender des Ausschusses für Sozial- und Arbeitsangelegenheiten, vom 22. Juli 2009 bis 2012 litauischer Sozial- und Arbeitsminister.
Donatas Jankauskas ist verheiratet und hat mit seiner Frau Audra, einer Künstlerin, drei Kinder.